# Arfst Arfsten
Arfst Jens Arfsten (* 28. März 1812 in Nieblum auf Föhr; † März 1899 in Husum) war ein deutscher Schriftsteller.

## Leben und Wirken
Arfst Arfsten war ein Sohn des Nieblumer Rats- und Landmanns Jens Arfsten (1779–1847) und dessen Ehefrau Ingke, geborene Andresen († 1839). Er lernte in seinem Geburtsort auf Föhr das Färberhandwerk und wollte danach Lehrer oder Pastor werden, was ihm aus finanziellen Gründen nicht möglich war. 1859 erwarb er einen Gasthof in Husum und entwickelte daraus eine bekannte und beliebte Gartenwirtschaft. Nach 1870 erwarb die Post die Gaststätte. Danach unterhielt Arfsten eine Gärtnerei, in der er exotische Gewächse wie Ginkgobäume kultivierte.
Bei Arfsten trafen sich oft die geistig arbeiteten Persönlichkeiten aus Husum, darunter Theodor Storm. 1852 schrieb er einen Kalender für Föhr und Amrum, der von ihm selbst errechnete Gezeiten-Angaben enthielt. Der Grund dafür war, dass der Schleswig-Holsteinische Kalender in diesem Jahr nicht erschien und Arfsten den dänischen Kalender nicht akzeptierte. In der in Wyk auf Föhr erschienenen Zeitung Westseeinseln sind viele Döntjes von Arfst Arfsten nachzulesen. In seinen humorvollen Texten berichtete er realistisch über das Volkstum auf der Insel. Seine Texte schrieb er in dem heute nicht mehr existierenden Nordfriesisch-Dialekt des Nieblumer Fering sowie auf Plattdeutsch.
Arfsten hatte ein Herbarium mit der Flora Föhrs, das heute nicht mehr existiert.
Arfsten war zweimal verheiratet. In erster Ehe heiratete er Anna Kathrine Jans aus Tetenbüll, die 1840 starb. In zweiter Ehe heiratete er Inge Helenge Breckling aus Nieblum. Er hatte drei Söhne und zwei Töchter.